# Claire Curzan
Claire Marie Curzan (Cary (North Carolina), 30 juni 2004) is een Amerikaanse zwemster. Ze vertegenwoordigde haar vaderland op de Olympische Zomerspelen 2020 in Tokio.

## Carrière
Bij haar internationale debuut, tijdens de Olympische Zomerspelen van 2020 in Tokio, strandde Curzan in de halve finales van de 100 meter vlinderslag. Op de 4×100 meter wisselslag zwom ze samen met Rhyan White, Lilly King en Erika Brown, in de finale veroverden Regan Smith, Lydia Jacoby, Torri Huske en Abbey Weitzeil de zilveren medaille. Voor haar aandeel in de series werd Curzan beloond met de zilveren medaille.

## Internationale toernooien
| Jaar | Olympische Spelen                                                      | WK langebaan | WK kortebaan   | PanPacs | Pan-Amerikaanse Spelen |
| ---- | ---------------------------------------------------------------------- | ------------ | -------------- | ------- | ---------------------- |
| 2021 | 10e 100m vlinderslag · 4×100m wisselslag · Curzan zwom enkel de series |              | 13-18 december |         |                        |

## Persoonlijke records
Bijgewerkt tot en met 19 juni 2021
Langebaan
| Afstand          | Tijd    | Datum            | Plaats    |
| ---------------- | ------- | ---------------- | --------- |
| 50m vrije slag   | 24,17   | 14 mei 2021      | Cary      |
| 100m vrije slag  | 53,55   | 16 mei 2021      | Cary      |
| 50m rugslag      | 28,58   | 11 april 2019    | Richmond  |
| 100m rugslag     | 58,82   | 15 mei 2021      | Cary      |
| 200m rugslag     | 2.10,16 | 1 augustus 2019  | Stanford  |
| 50m vlinderslag  | 25,81   | 23 augustus 2019 | Boedapest |
| 100m vlinderslag | 56,20   | 10 april 2021    | Cary      |